# 962

## Догађаји
- 2. фебруар — Папа Јован XII крунисао је краља Отона I за цара Светог римског царства у Старој базилици Светог Петра, чиме је окончана феудална анархија Рима. Отонова жена Аделаида је помазана за царицу; Краљевина Источна Франачка и Краљевина Италија су уједињене у заједничко царство, названо Римско царство.
- 13. фебруар — Отон I и Јован XII потписују Диплому Отонианум, која потврђује Јована XII као духовног поглавара Католичке цркве. Отон признаје секуларну контролу Јована XII над Папском државом – ширењем подручја над Равенским егзархатом, војводством Сполето и војводством Беневент.
- Опсада Таормина

- Византијско-арапски ратови – Пљачкање Алепа: Византијска војска под генералом Нићифором Фоком врши инвазију на северну Сирију и осваја Алеп, главни град Хамданидског емира Саифа ал-Давле. Крајем децембра Алепо је заузет јуришом, а становништво је убијено или поробљено; град је сравњен са земљом. Византијска војска заузима 390.000 сребрењаа, 2.000 камила и 1.400 мазги.
- Отон I води своју војску у опсаду Сан Ђулио, острво унутар језера Орта (Пијемонт), где се забарикадирала краљица Вила (жена краља Беренгара II). Она се предаје и Отон јој дозвољава да изађе на слободу. Вила одлази у Монтефелтро да се придружи свом мужу.
- Отон I наставља са опсадом језера Гарда, где су синови Беренгара II, Гаја од Ивреје и Адалберта II (сувладар Италије), и њихове присталице. Наилазећи на јак отпор, Отон одустаје од подухвата и враћа се у Павију, главни град Ломбардије.
- Индулф, краљ Шкота и Пикта, умире након 8-годишње владавине. Убијен је док се борио са Викинзима код Калена, у бици код Бауда. Индулфа је наследио његов нећак Дуб (Дуб мац Маил Цолуим) на месту владара Шкотске.
- Катедрала Светог Павла у Лондону је уништена у пожару, али је поново изграђена исте године.